# Clupanodon thrissa
Clupanodon thrissa és una espècie de peix pertanyent a la família dels clupeids i l'única del gènere Clupanodon.

## Descripció
- Pot arribar a fer 26 cm de llargària màxima.
- 22-28 radis tous a l'aleta anal.
- Nombre de vèrtebres: 43-46 (normalment, 44 o 45).[5][6]

## Hàbitat
És un peix d'aigua dolça, salabrosa i marina; pelàgic-nerític, anàdrom i de clima tropical (28°N-3°N, 95°E-123°E) que viu entre 0-50 m de fondària.

## Distribució geogràfica
Es troba a la Xina (incloent-hi Hong Kong), Corea del Sud, les illes Filipines, Taiwan, Tailàndia i el Vietnam.

## Observacions
N'hi ha informes d'enverinament per ciguatera.